# Chloé Pelle
Chloé Pelle (Paris, 14 de novembro de 1989) é uma jogadora de rugby sevens francesa.

## Carreira
Pelle integrou a Seleção Francesa de Rugby Sevens Feminino nos Jogos Olímpicos de Verão de 2020 em Tóquio, quando conquistou a medalha de prata após confronto com a equipe neozelandesa na final.